# Koolade
Matko Šašek, poznatiji kao Koolade (Zagreb, 1. lipnja 1978.), hrvatski glazbeni producent, tekstopisac i inženjer zvuka.

## Karijera
Njegova glazbena karijera započinje krajem 90-ih godina prošlog stoljeća, kada je postao član "Blackout Projecta" i svojim producentskim dodirom obogaćivao glazbene radove El Bahatteea, Bolesne braće, Ede Maajke i Tram 11 sastava.
Suradnja s Masta Aceom proširila je riječ o Kooladeovom radu van granica Hrvatske, zbog čega je imao priliku surađivati i s glazbenica globalne hip-hop scene. Danas, Koolade se smatra jednim od najproduktivnijim producentima hrvatske glazbene scene.
Godine 2015., objavio je pet EP-a i dao veliki doprinos filmu "Stani na put" s radnjom o regionalnoj hip-hop sceni, te ujedno nastupao na Illectricity Festivalu u Zagrebu.

## Diskografija
- Koolade Presents... (2001.)
- Beautiful b/w Follow (2004.)
- Get Addicted (2009.)
- You & Yours b/w Philly Morning (2010.)
- The Makings (2011.)
- No More Music (2011.)
- Beautiful (2011.)
- Koolade Beats Rocky (2012.)
- All Round Philly (2012.)
- Walking On A Chance (2012.)
- Don't Try (2013.)
- Outta My Mind/Pokvareni Telefon (2013.)
- Koola od karata (2014.)
- Juice Crew Special EP ft. Masta Ace & Craig G (2014.)
- Park St. EP (2015.)
- After The Storm EP (2015.)
- Fallin EP (2015.)
- Daze EP (2015.)
- Swan Pond EP (2015.)
- Pay Me What You Owe Me (2015.)
- Greyscale EP (2016.)
- Night Shifts EP (2016.)
- Say Nothing (2016.)
- Eastern Lights EP (2016.)
- Od pješaka do rakete (2016.)
- Swag Bag EP (2016.)
- Živim po "svoem" ft. Žugi & Riđi Riđ (2017.)

## Vanjske poveznice
- Službena stranica na Facebooku
- Službeni kanal na YouTubeu
- Službena stranica na Deezer-u
- Službena stranica na Spotify-u
- Službena stranca na SoundCloudu
- Stranica na Bandcampu